# Kraljevina Sardinija
Kraljevina Sardinija je povijesna država koja je obuhvaćala otok Sardiniju i velika područja koja se danas nalaze u Francuskoj i Italiji. Sjedište kraljevstva nalazilo se na otoku Sardiniji.
Često je ratovala  sa susjedima nakon aragonskog osvajanja. U jednom je razdoblju nakon teških poraza od Judikata Arboreje gotovo cijeli otok bio arborejski, a Kraljevina Sardinija nekoliko puta se svela samo na gradove Cagliari na krajnjem jugu otoka i Alghero na krajnjem sjeverozapadu otoka. Utrnućem Judikata 1448. i padom posljednje dorijske utvrde Castelgenovese (Castelsardo) koji je uskoro promijenio ime u Castelaragonese, cijeli je otok došao pod Kraljevinu Sardiniju.
Kraljevina Sardinija je igrala instrumentalnu ulogu pri stvaranju Kraljevine Italije. Nastajanjem Kraljevine Italije 17. ožujka 1861. godine Kraljevina Sardinija je prestala sa svojim postojanjem. Sardinijska savojska dinastija nastavila je vladati talijanskim kraljevstvom do proglašenja republike 1946. godine.